# 517 TCN
517 TCN là một năm trong lịch La Mã.